# Tappen
Tappen é uma cidade localizada no estado norte-americano de Dacota do Norte, no Condado de Kidder.

## Demografia
Segundo o censo norte-americano de 2000, a sua população era de 210 habitantes.
Em 2006, foi estimada uma população de 186, um decréscimo de 24 (-11.4%).

## Geografia
De acordo com o United States Census Bureau tem uma área de
3,2 km², dos quais 3,2 km² cobertos por terra e 0,0 km² cobertos por água.

## Localidades na vizinhança
O diagrama seguinte representa as localidades num raio de 32 km ao redor de Tappen.